# Anna Maria Nilsson
Pour les articles homonymes, voir Nilsson.
Anna-Maria Uusitalo, née Nilsson le 13 mai 1983 à Östersund, est une biathlète suédoise. 

## Biographie
Anna-Maria Nilsson démarre le biathlon au niveau international à l'occasion des Championnats du monde junior 2002. L'an suivant, elle monte sur son premier podium dans la Coupe d'Europe junior à Ål.
En 2004, elle connaît l'honneur de sa première sélection en Coupe du monde à Östersund, sa ville natale. C'est lors de la saison 2006-2007, que Nilsson marque ses premiers points, étant 26e du sprint de Ruhpolding puis 21e de l'individuel des Championnats du monde. En 2007-2008, elle fait partie du relais arrivant troisième à Hochfilzen, son premier podium en Coupe du monde. Lors de l'étape suivante à Pokljuka, elle rentre pour la première fois dans le top 10 d'une course individuelle en se classant deux fois sixième (individuel et sprint).
En janvier 2010, elle se retrouve sur la plus haute marche du podium lors du relais de Ruhpolding avant de participer aux Jeux olympiques de Vancouver, où elle est 16e du sprint, 47e de la poursuite, 24e de l'individuel, 28e de la mass start et 5e du relais.
Décrochant finalement son premier podium individuel de Coupe du monde à l'individuel d'Östersund en fin d'année 2011, elle prend sa retraite sportive à l'issue de l'hiver. Elle devient ensuite capitaine de l'équipe handisport de ski de fond avec son partenaire Fredrik Uusitalo.
Elle est la sœur de Mattias Nilsson, également biathlète de haut niveau.

## Palmarès

### Jeux olympiques d'hiver
| Épreuve / Édition | Vancouver 2010 |
| Individuel        | 24e            |
| Sprint            | 16e            |
| Poursuite         | 47e            |
| Mass start        | 28e            |
| Relais            | 5e             |

### Championnats du monde
| Épreuve / Édition               | Khanty-Mansiïsk 2005 | Antholz-Anterselva 2007 | Östersund 2008 | Pyeongchang 2009 | Khanty-Mansiïsk 2011 | Ruhpolding 2012 |
| Individuel 20 km                | -                    | 24e                     | 27e            | 70e              | 38e                  | 56e             |
| Sprint 10 km                    | -                    | -                       | 28e            | 49e              | 12e                  | 13e             |
| Poursuite 12,5 km               | -                    | -                       | 34e            | 43e              | 24e                  | 10e             |
| Mass start 15 km                | -                    | -                       | -              | -                | 25e                  | 20e             |
| Relais 4 × 7,5 km féminin       | -                    | -                       | 8e             | 5e               | 6e                   | 5e              |
| Relais 2 × 6 + 2 × 7,5 km mixte | 13e                  | -                       | -              | -                | -                    | 4e              |

### Coupe du monde
- Meilleur classement général : 30e en 2012.
- 1 podium individuel : 1 deuxième place.
- 6 podiums en relais, dont 2 victoires.

#### Classements en Coupe du monde
| Saison    | Classement général final | Individuel | Sprint | Poursuite | Mass start |
| 2002-2003 | nc                       |            | nc     |           |            |
|           |                          |            |        |           |            |
| 2004-2005 | nc                       |            | nc     |           |            |
|           |                          |            |        |           |            |
| 2006-2007 | 68e                      | 49e        | 63e    | nc        |            |
| 2007-2008 | 36e                      | 11e        | 36e    | nc        | 27e        |
| 2008-2009 | 59e                      | 62e        | 40e    | 73e       |            |
| 2009-2010 | 48e                      | 57e        | 44e    | 72e       | 42e        |
| 2010-2011 | 32e                      | 39e        | 22e    | 38e       | 33e        |
| 2011-2012 | 30e                      | 11e        | 44e    | 33e       | 32e        |